# Маленькая зона турбулентности
«Маленькая зона турбулентности» (фр. Une petite zone de turbulences) — французский фильм 2009 года, режиссёра Альфреда Лота по роману Марка Хэддона «Зона волнения» (A Spot of Bother).

## Сюжет
В центре маленькой зоны турбулентности Жан Поль Мюре — ипохондрик и пессимист, провинциальный представитель среднего класса, страдающий от скуки после принудительного и досрочного выхода на пенсию. В саду около дома он строит сарай из кирпича.
Его дочь Кати собирается выйти замуж за Филиппа, хотя все никак не может разобраться в своих взаимоотношениях с ним. Филипп не нравится Жану Полю, недолюбливает его и Матье — сын Жана Поля и брат Кати. Жан Поль обнаруживает у себя на спине пятно, полагая что это неизлечимая форма рака кожи. На самом деле оказывается, что это всего лишь безобидная экзема.
Анна (жена Жана Поля) звонит сыну (Матье), и приглашает его на свадьбу Кати, говорит, что он «может прийти не один, а с кем хочет». Но Матье — гей, и он не желает, чтобы его любовник Оливье появлялся на этой свадьбе, так как считает, что «нужно соблюдать осторожность», и «каждому виду нужна своя клетка». Оливье же — открытый гей. Он не хочет скрывать свои отношения. На почве этих разногласий возникает конфликт. Оливье бросает Матье и уезжает в Грецию. Жан Поль не принимает гомосексуальность сына. Ему неприятна сама мысль, что «мужчины вместе покупают мебель».
Анна изменяет мужу с Давидом Барнье — старым приятелем Жана Поля. Однажды, внезапно вернувшись из Бретани и застав жену в постели с любовником, Жан Поль уезжает из дома, скитается по отелям и заливает горе алкоголем: ведь он скоро умрет, жена его не любит, дети не понимают. Совсем отчаявшись и уже не надеясь на помощь врачей, Жан возвращается домой и в ванной ножницами вырезает себе это злосчастное пятно, падает, истекая кровью.
Все обошлось, однако, душевного покоя нет: «Несколько миллиардов лет и все превратится в мертвую пыль, и от нас не останется и следа, не будет никого — один космос, музыка, наука, книги — все исчезнет». Мнительность доводит Жана до безумия, он горстями глотает психотропные препараты.
На свадьбе дочери Жан понимает, что любит жену и готов простить ей все. Кати и Филипп счастливы, ведь они только что поженились и наконец-то нашли общий язык. Оливье возвращается к Матье, родители которого принимают бойфренда сына. Ипохондрия Жана Поля, как это ни странно, помогает ему и его близким выбраться из этой маленькой зоны турбулентности, в которую они все вместе попали: «Не вечны никто и ничто, нужно никогда об этом не забывать и беречь друг друга».

## В ролях
- Мишель Блан — Жан Поль Мюре
- Миу-Миу — Анна
- Мелани Дутей — Кати
- Сирил Дескур — Матье
- Жиль Леллуш — Филипп
- Янник Ренье — Оливье
- Владимир Иорданов — Давид Барнье
- Эрик Каравака — Фабьен